# Подоскоп
Подоскоп — (подоскан, плантоскоп, плантоскан, плантовизор) устройство, позволяющее получить изображение отпечатков ступней пациента на плоскую поверхность в режиме статической нагрузки. Анализ геометрии отпечатков ступней (подоскопия) позволяет оценить позиционную установку стоп с выявлением отклонений и взаимосвязь с задней, боковой и внутренней поверхности стоп и опорно-двигательного аппарата в целом.

## Использование
Подоскоп используется в основном в области ортопедии для выполнения следующих задач:
в сочетании с другими методами диагностики, помогает получить информацию о состоянии скелетно-мышечной системы, помогает выявить различные формы плоскостопия, помогает выявить деформации позвоночника (сколиоз, кифоз, лордоз и др.), нарушения в тазобедренном суставе (при неправильном положении наблюдается разность в длине ног), помогает правильно подобрать или изготовить ортопедические стельки.
До некоторого времени подоскопия проводилась с помощью краски и листа бумаги. На подошву пациента наносилась краска, и он вставал на лист бумаги. Полученный отпечаток и был результатом подоскопии.
При появлении зеркальных подоскопов процедура диагностики значительно упростилась. Пациент становится на рабочую поверхность подоскопа, а врач визуально оценивает состояние стоп. Недостатком таких устройств является невозможность проводить измерения геометрии стоп, вследствие чего использование прибора в исследовательских целях исключается.
Подоскопы с зеркалом отличаются материалами исполнения. Самыми популярными являются подоскопы сделанные из акрилового стекла (оргстекла). 
Появление цифровых подоскопов, не имеющих недостатков своих предшественников, привело к тому, что программа анализирует сотни геометрических параметров отпечатков и выдаёт отчет. Это позволяет использовать приборы не только в экспресс-диагностике (скрининге), но и в научно-исследовательских целях.
В настоящее время ведутся работы по получению трёхмерной цифровой модели стоп, что позволит получить больше информации для анализа.

## Область применения
Ортопедические центры, медицинские учреждения, детские сады, военкоматы.